# Ulmi (Giurgiu)
Ulmi es una comuna ubicada en el distrito de Giurgiu, Rumania.

## Superficie
Cuenta con una superficie de 43,54 kilómetros cuadrados.

## Demografía
Hasta 2021 la población era de 7869 habitantes, con una densidad de población de 180,7 habitantes por kilómetro cuadrado.